# وزارت دفاع استرالیا

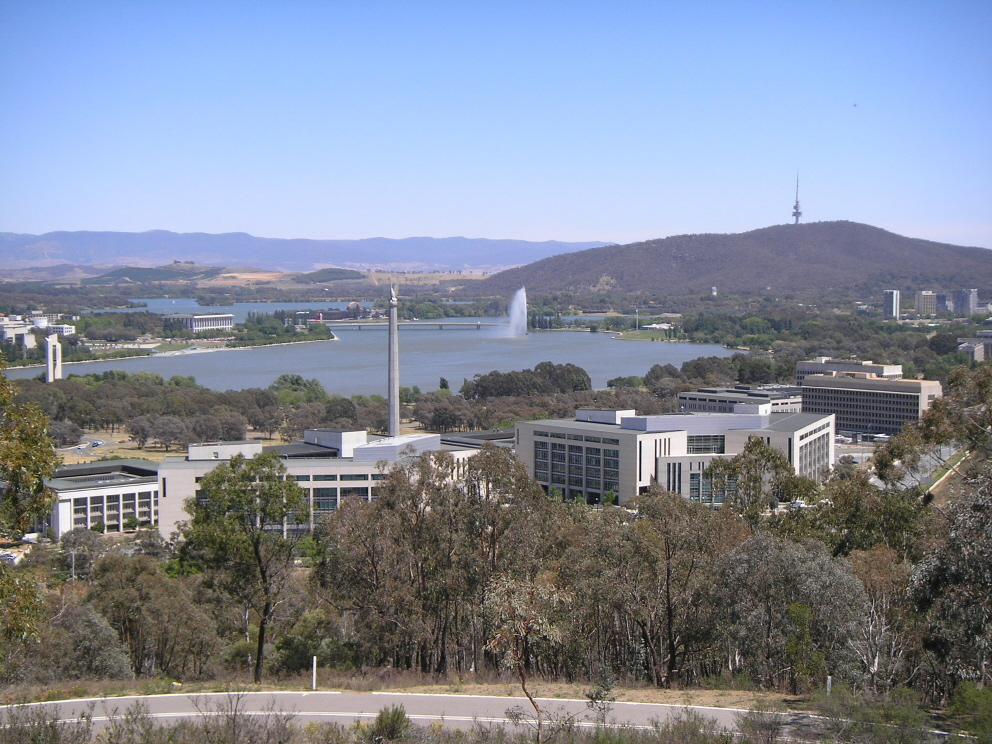
نمایی از ساختمان دفتر مرکزی وزارت دفاع استرالیا در مجتمع دفاتر راسل، کانبرا - ۲۰۰۶

وزارت دفاع استرالیا (به انگلیسی: The Australian Department of Defence) یکی از وزارت‌خانه‌های دولت فدرال استرالیا و بخشی از سازمان دفاعی استرالیا به همراه نیروی دفاع استرالیا می‌باشد.